# Razac-d’Eymet
Razac-d’Eymet ist eine französische Gemeinde mit 321 Einwohnern (Stand 1. Januar 2022) im Département Dordogne in der Region Nouvelle-Aquitaine (vor 2016: Aquitanien). Sie gehört zum Arrondissement Bergerac und zum Kanton Sud-Bergeracois.
Der Name in der okzitanischen Sprache lautet Rasac d’Aimet, der sich von einem Landgut ableitet, das in gallorömischer Zeit einem „Rhetius“ oder „Radacus“ gehörte. Einer anderen Theorie zufolge stammt er von ratis (deutsch Farn) ab, einem Hinweis auf die lokale Vegetation. Der Zusatz „d’Eymet“ kam im 19. Jahrhundert dazu, um sich von gleichnamigen Gemeinden zu unterscheiden.
Die Einwohner werden Razacois und Razacoises genannt.

## Geographie
Razac-d’Eymet liegt ca. 20 Kilometer südlich von Bergerac im Gebiet Bergeracois der historischen Provinz Périgord am südlichen Rand des Départements.
Umgeben wird Razac-d’Eymet von den Nachbargemeinden:
| Saint-Julien-Innocence-Eulalie | Singleyrac Sadillac                         | Saint-Capraise-d’Eymet  |
| Fonroque                       | Kompassrose, die auf Nachbargemeinden zeigt | Saint-Aubin-de-Cadelech |
|                                | Serres-et-Montguyard                        |                         |

Razac-d’Eymet liegt im Einzugsgebiet des Flusses Garonne.
Der Dropt, ein Nebenfluss der Garonne, fließt an der südlichen Grenze des Gemeindegebiets entlang. Razac-d’Eymet wird durchquert von seinen Nabenflüssen, dem Mérigole, dem Marzelou, und dem Ruisseau du Réveillou.

## Geschichte
Die Ruinen eines Dolmens belegen eine frühe Besiedelung des Landstrichs. Im Jahre 1270 gehörte Razac zur Kastellanei von Eymet. Der Name „Bastide“, der zu einer Brache gehört, lässt darauf schließen, dass an dieser Stelle einst eine Bastide errichtet wurde.
Im 15. Jahrhundert gehörten Eymet und Razac zu zwei verschiedenen Grundherren, die allerdings der gleichen Familie der Pellegrue gehörten. Offensichtlich war vorher eine Teilung der Grundherrschaft vollzogen worden, denn es handelte sich um die Brüder Jean und Gracie-Arnaud. Razac blieb bis zum Ende des 16. Jahrhunderts in den Händen der Familie Pellegrue, die Razac im Jahre 1603 an d’Ogier de Gasc, Trésorier général des Finances für die Guyenne, übergaben. Die Grundherrschaft wurde in der Mitte des 17. Jahrhunderts zugunsten von Arnaud d’Ogier in den Stand eines Baronats gehoben, das im Wesentlichen das Gebiet der Pfarrgemeinde umfasste. Nach dem Tod den Sohns von Arnaud d’Ogier im Jahre 1699 fiel das Baronat an eine Frau, Bonaventure de Gasc, die Razac über eine Heirat an Louis de Gombault brachte. Seine Familie behielt das Baronat bis zur Französischen Revolution.

### Toponymie
Toponyme und Erwähnungen von Razac-d’Eymet waren:
- Paroch. Sancta-Maria de Resach (gegen 1117, Kopialbuch der Abbaye aux Dames Saintes in Saintes, 191),
- Ressacum (1556, Lehen des Bistums Sarlat),
- Razac (1750, Karte von Cassini),
- Razac d’Eymet (1793 und 1801, Notice Communale bzw. Bulletin des Lois),
- Razac-d’Eymet (1873, Dictionnaire topographique du département de la Dordogne).[6][7][8]

### Einwohnerentwicklung
Nach Beginn der Aufzeichnungen stieg die Einwohnerzahl zu Beginn des 19. Jahrhunderts auf einen Höchststand von 985. In der Folgezeit setzte eine Phase der Stagnation ein, die die Zahl der Einwohner bei kurzen Erholungsphasen bis zu den 1990er Jahren auf rund 265 Einwohner sinken ließ, bevor eine Phase mit moderatem Wachstum einsetzte.
| Jahr      | 1962 | 1968 | 1975 | 1982 | 1990 | 1999 | 2006 | 2010 | 2022 |
| --------- | ---- | ---- | ---- | ---- | ---- | ---- | ---- | ---- | ---- |
| Einwohner | 367  | 335  | 281  | 288  | 266  | 282  | 276  | 303  | 321  |

## Sehenswürdigkeiten

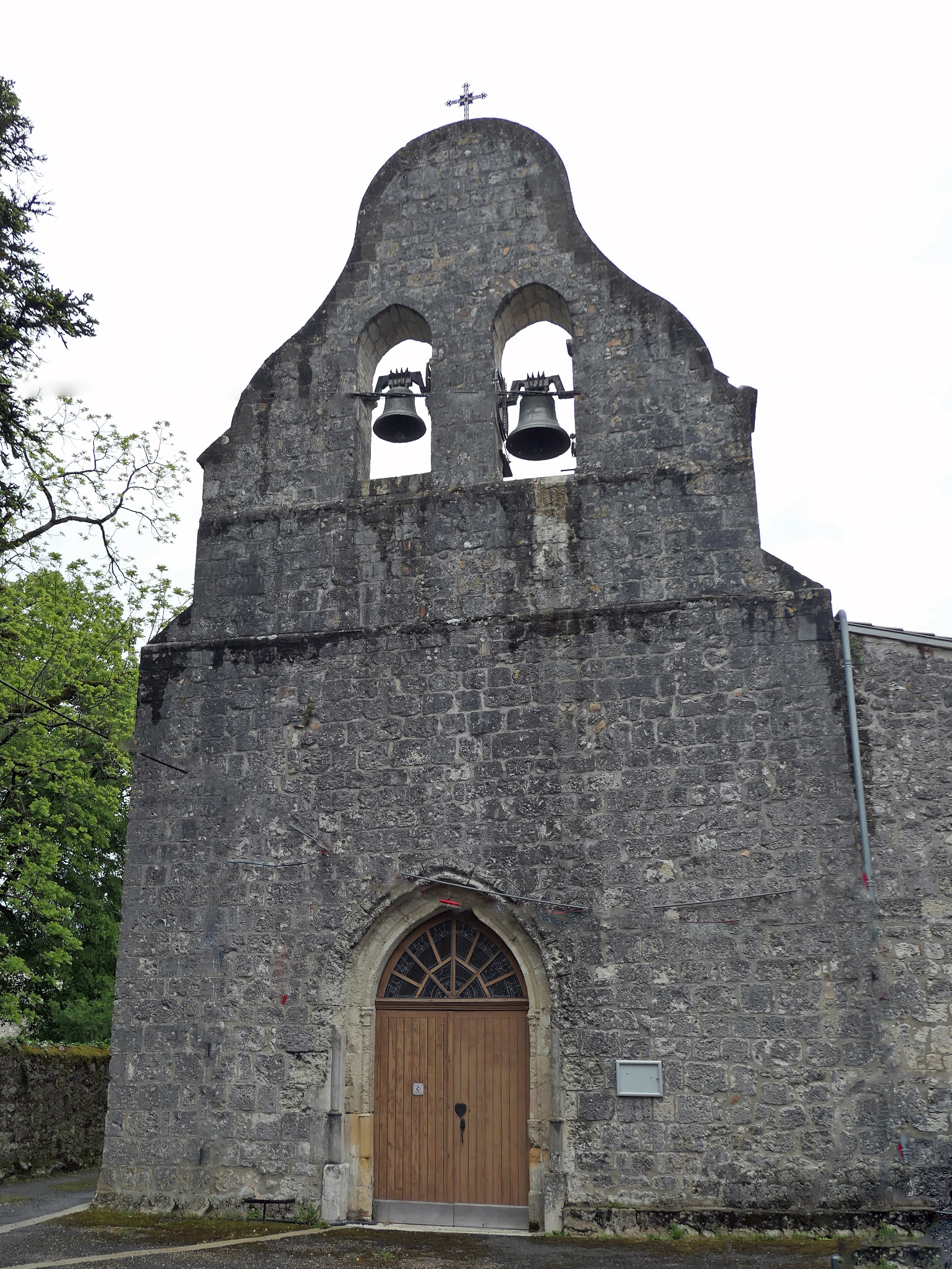
Kirche Mariä Himmelfahrt

Die Ruinen einer Burg aus dem 13. und 14. Jahrhundert sowie eine romanische Kirche, die Mariä Aufnahme in den Himmel gewidmet ist, folgen auf Spuren von Gebäuden aus gallorömischer Zeit.

## Wirtschaft und Infrastruktur
Die Landwirtschaft basiert auf eine große Fruchtbarkeit des Bodens, die den Anbau von Weizen, Pflaumen und Wein erlaubt.
Razac-d’Eymet liegt in den Zonen AOC des Bergerac mit den Appellationen Bergerac (blanc, rosé, rouge) und Côtes de Bergerac (blanc, rouge).

### Bildung
Die Gemeinde verfügt über eine öffentliche Vor- und Grundschule mit 45 Schülerinnen und Schülern im Schuljahr 2018/2019.

### Sport und Freizeit
Der Rundweg Boucle de Razac d’Eymet besitzt eine Länge von 6,9 km bei einem Höhenunterschied von 56 m. Er führt vom Zentrum zu Fuß, mit dem Fahrrad oder zu Pferd durch das Gebiet der Gemeinde.

### Verkehr
Die Route départementale 15 durchquert das nördliche Gebiet der Gemeinde von Nordwest nach Ost und verbindet Razac-d’Eymet im Nordwesten mit der Nachbargemeinde Singleyrac und im Osten mit der Nachbargemeinde Saint-Capraise-d’Eymet.
Die Route départementale 25 durchquert das südliche Gebiet der Gemeinde von West nach Ost. Sie verbindet Razac im Westen an die Route départementale 933, die ehemalige Route nationale 133, und im Osten mit Plaisance und im weiteren Verlauf mit Issigeac.
Die Route départementale 107 streift das östliche Gemeindegebiet und verbindet Razac-d’Eymet im Norden mit der Nachbargemeinde Sadillac und im Süden mit der Nachbargemeinde Serres-et-Montguyard.

## Persönlichkeiten
Michel Jeury, geboren am 23. Januar 1934 in Razac-d’Eymet, gestorben am 9. Januar 2015 in Vaison-la-Romaine (Département Vaucluse), war ein französischer Science-Fiction-Autor.